# ロシア史研究会
ロシア史研究会（ロシアしけんきゅうかい、ロシア語: Общество исследователей истории России、英語: Japanese Society for the Studies of Russian history）は、1956年に設立された、ロシア史に関する学術団体。日本学術会議協力学術研究団体であり、日本学術会議などによる「学会名鑑」にも学会として登録されている。
1960年に学術誌『ロシア史研究』（ISSN 0386-9229）を創刊し、以後、年に2号ずつ発行している。